# Foreste montane decidue del Nihonkai
Le foreste montane decidue del Nihonkai sono un'ecoregione dell'ecozona paleartica, definita dal WWF (codice ecoregione: PA0428), che comprende la metà occidentale dell'isola giapponese di Honshu.

## Territorio
Questa ecoregione è situata lungo il versante di Honshu che si affaccia sul mar del Giappone (che in lingua giapponese si chiama, appunto, Nihonkai), e comprende inoltre la penisola di Oshima, situata nella parte meridionale dell'isola di Hokkaidō. Il suo territorio è costituito da colline e montagne ed è caratterizzato da inverni lunghi e nevosi.

## Flora
Una foresta temperato-fredda di faggi e subalpina di abeti, con un fitto sottobosco di bambù nani, è il tipo di vegetazione prevalente al di fuori della regione dei monti Chugoku. Tra le specie di alberi che crescono in questa zona subalpina vi sono abeti (Abies firma, A. homolepis, A. mariesii e A. veitchii) e tsughe del Giappone (Tsuga diversifolia e T. sieboldii). Foreste di faggi del Giappone (Fagus crenata e F. japonica) contornano le foreste sempreverdi nelle zone di bassa quota. A causa delle differenze climatiche, la vegetazione di questa ecoregione non è così diversificata come quella che si incontra sul versante di Honshu rivolto al Pacifico.

## Fauna

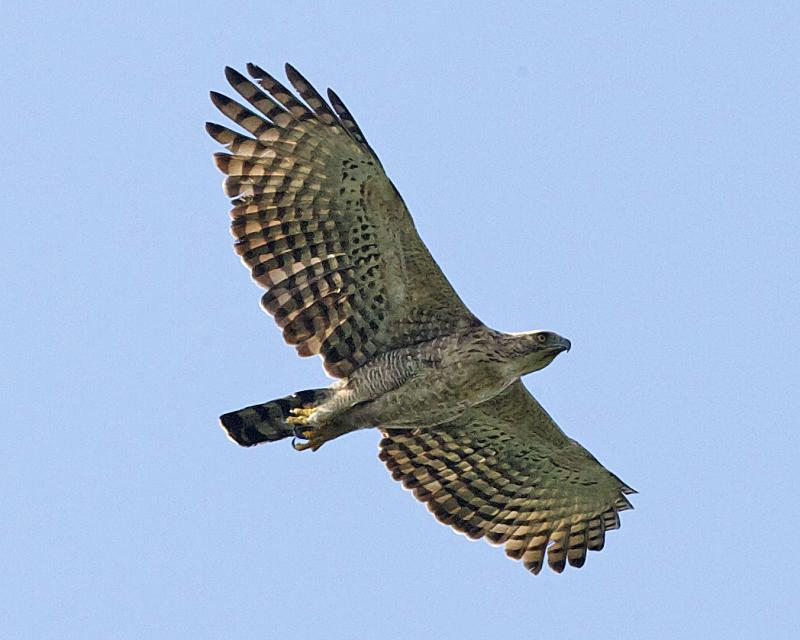
Esemplare di aquilastore montano (Nisaetus nipalensis)

Non sono molti i mammiferi che si sono adattati alle rigide condizioni climatiche di questa ecoregione. I macachi giapponesi (Macaca fuscata) che vivono qui, per esempio, costituiscono la popolazione di primati non umani più settentrionale del mondo. Essi hanno sviluppato una pelliccia più folta e dimensioni maggiori rispetto ai conspecifici che vivono più a sud, in modo da fronteggiare meglio il freddo estremo e le forti nevicate. Le foreste miste della penisola di Shimokita, la punta settentrionale dell'isola di Honshu, sono la dimora dell'endemico capricorno del Giappone (Capricornis crispus), che abita nelle foreste decidue submontane. In passato questo mammifero simile alla capra ha rischiato di scomparire, ma in seguito all'estinzione del suo predatore principale, il lupo giapponese (Canis lupus hodophilax), e ai decenni di protezione garantitigli dal governo, il numero di esemplari è aumentato notevolmente - al punto che la specie è considerata come un animale nocivo nella parte centrale di Honshu. Un altro grande mammifero qui presente è l'orso dal collare (Ursus thibetanus), minacciato dalla caccia e dalla distruzione dell'habitat. Delle 73 specie di uccelli censite in questa ecoregione, almeno tre godono di particolare importanza perché nidificano qui: l'aquila reale (Aquila chrysaetos), l'aquilastore montano (Nisaetus nipalensis) e il picchio nero (Dryocopus martius).

## Conservazione
Le foreste decidue primarie di questa ecoregione sono quasi completamente scomparse dal Giappone e sono state rimpiazzate con piantagioni di conifere. A causa di questo cambiamento, varie specie animali, in particolare quelle di grandi mammiferi, rischiano l'estinzione locale. Altri principali fattori di minaccia sono la caccia e la crescente urbanizzazione.